# 618년

## 연호
- 수(隋) 대업(大業) 14년 / 의녕(義寧) 2년
- 당(唐) 무덕(武德) 원년
- 신라(新羅) 건복(建福) 35년

## 기년
- 수(隋) 양제(煬帝) 14년 / 공제(恭帝) 2년
- 당(唐) 고조(高祖) 원년
- 신라(新羅) 진평왕(眞平王) 40년
- 고구려(高句麗) 영양왕(嬰陽王) 29년 / 영류왕(榮留王) 원년
- 백제(百濟) 무왕(武王) 19년

## 사건
- 당나라가 고조 이연에 의해 건국됨.
- 신라, 해론 가잠성에서 백제 군사들과 맞서 싸우다가 전사함.
- 고구려, 영양왕이 자식없이 세상을 떠나고 이복동생 고건무가 영류왕으로 왕위에 오르다.

## 탄생
- 고구려(高句麗)의 무신(武臣) 사부구(師夫仇)

## 사망
- 11월 8일 - 교황 아데오다토 1세, 68대 로마 교황으로 취임.
- 고구려(高句麗) 26대 태왕(太王) 영양왕(嬰陽王)
- 중국 수(隋)의 2대 황제 양제(煬帝) 양광